# Metalimnobia eusebeia
Metalimnobia eusebeia är en tvåvingeart som först beskrevs av Alexander 1966.  Metalimnobia eusebeia ingår i släktet Metalimnobia och familjen småharkrankar. Inga underarter finns listade i Catalogue of Life.